# آلن نیکولز
آلن نیکولز (انگلیسی: Alan Nicholls; ۲۳ اوت ۱۹۷۳ – ۲۵ نوامبر ۱۹۹۵) بازیکن فوتبال اهل بریتانیا بود.
از باشگاه‌هایی که در آن بازی کرده‌است می‌توان به باشگاه فوتبال گیلینگام، باشگاه فوتبال چلتنهام تاون، باشگاه فوتبال استالی‌بریج سلتیک، و باشگاه فوتبال پلیموث آرگیل اشاره کرد.
وی همچنین در تیم ملی فوتبال زیر ۲۱ سال انگلستان بازی کرده‌است.